# Patellatendinopathie
Een patellatendinopathie (ook: springersknie of patellatendinitis) is een aandoening van de aanhechtingen van de knieschijfpees door overbelasting van deze pees. Het is een veel voorkomende en lastig te behandelen sportblessure.

## Pathofysiologie

Diagram van de knie. In blauw zijn de verschillende regio's aangegeven waar de tendinopathie kan optreden. Voor meer informatie, zie tekst.

Door veelvuldige belasting van het strekapparaat van de knie (de quadriceps) ontstaat in sommige gevallen irritatie en ontsteking van de knieschijfpees. De ziekte komt dus vaak voor bij sporters die vaak springen, zoals bij volleybal en basketbal het geval is. Ook kunnen de springonderdelen in de atletiek aanleiding geven tot een patellatendinopathie.
Meestal (65% van de gevallen, nummer 2 in het diagram) zit de aandoening in de aanhechting van de pees aan de onderpool van de knieschijf. Minder vaak (25%, nummer 1 in het diagram) komt de aandoening voor bij de bovenpool van de knieschijf, dus bij de aanhechting van de quadricepspees aan de knieschijf. De aandoening kan ook voorkomen bij de aanhechting van de knieschijfpees aan de tibia (10%, nummer 3 in het diagram). Dit kan verward worden met de ziekte van Osgood-Schlatter.

## Symptomen
Bij een springersknie is er sprake van kleine beschadigingen in het peesweefsel en dat komt door overbelasting. De pijn zit daarbij net onder de knieschijf. Bij voortdurende belasting wordt deze pijn vaak steeds erger. Men kan dan bijvoorbeeld na een training of wedstrijd ook pijn krijgen bij het traplopen, zitten, fietsen of als er geknield of te erg gestrekt wordt.

## Beloop
In de meeste gevallen heeft de aandoening een gunstig beloop. Zodra de specifieke belastende activiteiten worden verminderd nemen de klachten af.

## Behandeling
Mogelijke behandelingen zijn:
- patellabrace
- rust
- fysiotherapie
- medicijnen
- oefeningen
- operatie.

Het effect van een behandeling is vaak niet blijvend indien de activiteiten die de overbelasting veroorzaken niet worden beperkt.
Omdat een patellatendinopathie een chronische niet-acute aandoening is, leveren ontstekingsremmende medicijnen geen positief resultaat op bij de behandeling. Injecties kunnen zelfs een negatieve invloed uitoefenen op de behandeling omdat aangetoond is dat injecties het peesweefsel kunnen beschadigen.